# King Creole

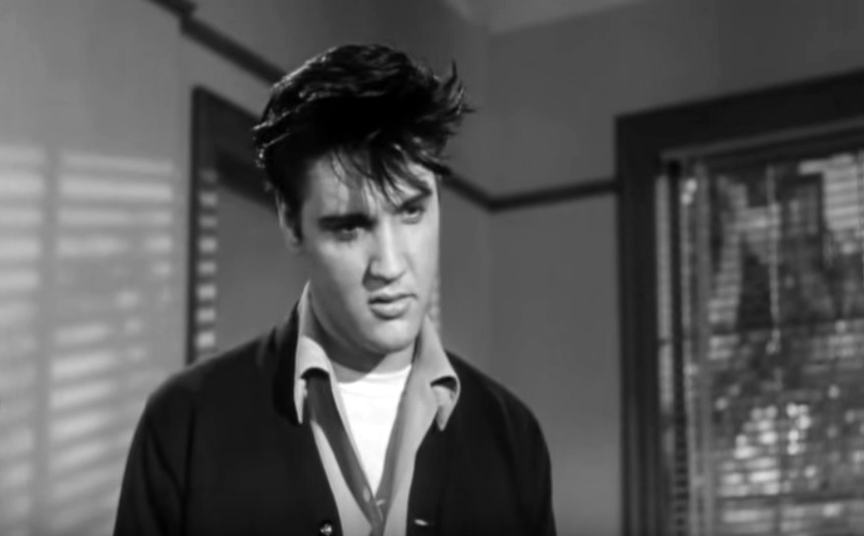
Elvis Presley en 1958.

King Creole est une chanson de rock 'n' roll écrite par Jerry Leiber & Mike Stoller pour Elvis Presley, dont la version a été éditée par RCA en 1958. La chanson a été créée pour le film King Creole (Bagarres au King Créole), réalisé par Michael Curtiz en 1958.
En 1962, une adaptation en français intitulée Le Roi créole, chantée par Johnny Monteilhet, a été publiée en disque 45 tours sous le nom « Johnny et les Cascadeurs ». Le groupe Les Champions l'a également enregistrée, à la même époque, mais leur version n'a été rendue publique qu'en 1997, intégrée à une compilation d'inédits (« Les Champions – Vol. 3 », MAM Productions, 1997).